# Calamagrostis chilensis
Calamagrostis chilensis är en gräsart som beskrevs av Rodolfo Amando Philippi. Calamagrostis chilensis ingår i släktet rör, och familjen gräs. Inga underarter finns listade i Catalogue of Life.